# 器官晶片
器官晶片（英語：organ-on-a-chip, OOC） ，是一种多通道3D微流控晶片，以细胞培养，模擬器官或系统的活动、力学和生理反应，也是一种人工器官。  它是一个重要的生物医学工程的研究主题。芯片上的实验室（LOCs）和细胞生物学的融合允许在特定器官的背景下研究人类生理学，引入体外多细胞人类生物体的新模型。有望在未来改变在药物开发和毒理测试中对动物的需求。
尽管有多份出版物声称已将器官功能转化到这个器官芯片上，但这些应用仍处于起步阶段。芯片上的器官在不同的研究者之间的设计和方法有很多不同。因此，这些系统的验证和优化将是一个漫长的过程。已经被器官芯片模拟的器官包括大脑、肺、心脏、肾、肝、前列腺、血管（动脉）、皮肤、骨骼、软骨等。

## 单器官芯片

### 肝芯片
肝脏芯片装置利用微流控技术，通过模仿涉及肝脏功能的复杂肝叶来模拟肝脏系统。 肝芯片设备提供了一个良好的模型，帮助研究人员以相对较低的成本研究肝脏的功能障碍和发病机制。研究人员使用原代大鼠肝细胞和其他非瓣膜细胞。 这种共培养方法被广泛研究，并被证明有利于延长肝细胞的生存时间，支持肝脏特定功能的发挥。许多肝脏芯片系统是由聚二甲基硅氧烷（PDMS）制成的，根据特定的设计和目标，有多个通道和腔室。 PDMS被使用并变得流行，因为它的原材料价格相对较低，而且它也容易被塑造成微流体装置。 但是PDMS可以吸收重要的信号分子，包括蛋白质和激素。其他更惰性的材料，如聚砜或聚碳酸酯，也被用于肝脏芯片。

### 肠道芯片
人类肠道芯片包含两个微通道，被肠道上皮细胞内衬的柔性多孔细胞外基质（ECM）涂层膜所隔开。 Caco-2细胞是在其母体细胞--人类结肠腺癌--的自发分化下培养的，代表了肠道的保护和吸收特性模型。 [23] 微通道由聚二甲基硅氧烷（PDMS）聚合物制成。 通过在主细胞通道双层两侧的真空室中诱导吸力，形成拉伸和放松的循环机械应变，以模仿肠道行为。 此外，细胞经历自发的绒毛形态发生和分化，这概括了肠道细胞的特征。在三维绒毛支架下，细胞不仅增殖，而且代谢活动也得到加强。肠道中另一个重要角色是微生物，即肠道微生物群。肠道微生物群中的许多微生物物种是严格的厌氧菌。为了将这些不耐氧的厌氧菌与有利于氧的肠道细胞共同培养，设计了一个聚砜制造的肠道芯片。 该系统维持了结肠上皮细胞、类鹅卵石细胞和细菌Faecalibacterium prausnitzii、Eubacterium rectale和Bacteroides thetaiotaomicron共同培养。